# Swan Ngapeth
Swan Ngapeth (ur. 9 stycznia 1992 w Saint-Raphaël) – francuski siatkarz grający na pozycji przyjmującego.
Jego starszy brat Earvin również jest siatkarzem.

## Sukcesy klubowe
Puchar Francji:
- 2010, 2011[7]

Mistrzostwo Francji:
- 2010
- 2011

Superpuchar Włoch:
- 2016